# Paris ePrix 2016
Der Paris ePrix 2016 (offiziell: 2016 FIA Formula E Visa Paris ePrix) fand am 23. April auf dem Circuit des Invalides in Paris statt und war das siebte Rennen der FIA-Formel-E-Meisterschaft 2015/16. Es handelte sich um den ersten Paris ePrix und um das erste Saisonrennen in Europa.

## Bericht

### Hintergrund
Nach dem Long Beach ePrix führte Lucas di Grassi in der Fahrerwertung mit einem Punkt vor Sébastien Buemi und mit 30 Punkten vor Sam Bird. In der Teamwertung hatte Renault e.dams sechs Punkte Vorsprung auf ABT Schaeffler Audi Sport und 26 Punkte Vorsprung auf Dragon Racing.
Beim Team Aguri gab es einen Fahrerwechsel, Salvador Durán wurde durch Ma Qinghua ersetzt.
Buemi, Loïc Duval und Jean-Éric Vergne erhielten einen sogenannten FanBoost, sie durften die Leistung ihres zweiten Fahrzeugs einmal auf bis zu 200 kW erhöhen und so bis zu 100 Kilojoule Energie zusätzlich verwenden. Für Buemi war es der erste FanBoost der Saison, für Duval der allererste in der FIA-Formel-E-Meisterschaft überhaupt und für Vergne der vierte in der Saison.

### Training
Im ersten freien Training fuhr Buemi in 1:02,841 Minuten die Bestzeit vor di Grassi und Stéphane Sarrazin. Das Training musste unterbrochen werden, nachdem Jérôme D’Ambrosio sein Fahrzeug mit technischen Problemen auf der Strecke abstellte.
Im zweiten freien Training war Mike Conway mit einer Rundenzeit von 1:01,386 Minuten Schnellster vor Vergne und Bird.

### Qualifying
Das Qualifying begann um 12:00 Uhr und fand in drei Gruppen zu je fünf Fahrern und einer Gruppen mit drei Fahrern statt, jede Gruppe hatte 10 Minuten Zeit, eine schnelle Runde zu setzen.
Nick Heidfeld drehte sich auf seiner schnellen Runde, Mike Conway kollidierte mit ihm. Das Qualifying wurde daher unterbrochen. Conway und Heidfeld konnten keine weitere Runde mehr fahren und qualifizierten sich für die letzten beiden Startplätze.
Die fünf schnellsten Fahrer fuhren anschließend im Superpole genannten Einzelzeitfahren die ersten fünf Positionen aus. Sam Bird sicherte sich mit einer Rundenzeit von 1:01,616 Minuten die Pole-Position und damit drei Punkte. Es war seine dritte Pole-Position in den letzten vier Rennen. Die weiteren Positionen belegten di Grassi, Vergne, Sarrazin und Nicolas Prost.

### Rennen
Das Rennen ging über 45 Runden.
Beim Start übernahm di Grassi die Führung, auch Vergne überholte Bird, wobei es zu einer leichten Berührung der beiden Teamkollegen kam. Robin Frijns startete von Startplatz sechs schlecht, so dass Oliver Turvey, Buemi und António Félix da Costa vorbeigingen. Di Grassi führte nach der ersten Runde vor Vergne, Bird, Prost, Sarrazin, Turvey, Buemi, Félix da Costa, Frijns und Nelson Piquet jr.
In der sechsten Runde überholte Frijns Félix da Costa, gleichzeitig blieb Duval mit einem technischen Problem auf der Strecke stehen. Zur Bergung des Fahrzeugs rief die Rennleitung eine Full-Course-Yellow aus, alle Fahrzeuge mussten ihr Tempo auf 50 km/h drosseln. Das Rennen wurde eine Runde später wieder freigegeben.
Buemi setzte Turvey unter Druck und griff ihn mehrfach an, in der neunten Runde ging er schließlich vorbei. Eine Runde später musste Turvey auch Frijns passieren lassen und geriet nun unter Druck von Félix da Costa, den er noch bis zur 15. Runde hinter sich halten konnte. In der gleichen Runde erlitt Turveys Teamkollege Piquet ein technisches Problem, er fiel bis ans Ende des Feldes zurück und fuhr anschließend zum Fahrzeugwechsel an die Box.
Buemi überholte währenddessen Sarrazin und lag somit auf dem fünften Platz, er verkürzte in den folgenden Runden den Rückstand auf seinen Teamkollegen Prost und überholte ihn in der 22. Runde.
Eine Runde später kamen mit Félix da Costa, Conway und Ma die ersten Fahrer zum planmäßigen Fahrzeugwechsel an die Box. Bird attackierte unterdessen Vergne, der etwas mehr Energie sparen musste. Dabei kam es erneut zu einer Berührung der beiden Virgin-Fahrzeuge, die Positionen blieben jedoch unverändert. Frijns überholte gleichzeitig Sarrazin und lag somit auf dem sechsten Platz.
In der 24. Runde wechselten mit di Grassi, Vergne, Bird, Buemi, Prost, Frijns, Sarrazin, Turvey, Jérôme D’Ambrosio und Simona de Silvestro fast alle übrigen Piloten ihr Fahrzeug, dabei ging Sarrazin wegen mit einem kürzeren Boxenstopp wieder an Frijns vorbei. In Runde 25 wechselten die beiden Mahindra-Fahrer Bruno Senna und Heidfeld ihre Fahrzeuge, damit übernahm Daniel Abt die Führung, bis er eine Runde später ebenfalls zum Fahrzeugwechsel kam.
Nach den Boxenstopps führte di Grassi vor Vergne, Bird, Buemi, Prost, Sarrazin, Frijns, Félix da Costa, Senna und Abt. Buemi fuhr in der 31. Runde die bis dahin schnellste Runde und verkürzte den Abstand auf Bird, den er in den folgenden Runden immer wieder unter Druck setzte. Dabei verwendete er in der 34. Runde seinen FanBoost, Bird verteidigte sich jedoch erfolgreich. In Runde 40 verbremste sich Bird und fuhr in die Auslaufzone, dabei fiel er auf den sechsten Platz zurück. In der Zwischenzeit war Heidfeld die schnellste Rennrunde gefahren.
Eine Runde später schlug der bereits überrundete Ma nach einem Fahrfehler in die Streckenbegrenzung ein, dabei wurde sein Fahrzeug stark beschädigt und er schied aus. Piquet gab das Rennen an der Box auf, da die Batterie seines zweiten Fahrzeugs leer war. Die Rennleitung schickte zur Bergung von Mas Fahrzeug das Safety Car auf die Strecke. Da das Fahrzeug mit einem Kran geborgen werden musste und außerdem viele Trümmer auf der Strecke lagen, entschied die Rennleitung, das Rennen hinter dem Safety Car zu beenden.
Di Grassi gewann somit vor Vergne und Buemi. Di Grassi gewann sein drittes Rennen der Saison, er wurde mit dem Sieg außerdem zum ersten Fahrer in der FIA-Formel-E-Meisterschaft, der zwei Rennen in Folge gewann. Vergne erzielte seine erste Podestplatzierung seit dem London ePrix 2015, Buemi erzielte beim dreizehnten ePrix in Folge Punkte. Die restlichen Punkteplatzierungen belegten Prost, Sarrazin, Bird, Frijns, Félix da Costa, Senna und Abt. Die zwei Punkte für die schnellste Rennrunde gingen an Heidfeld.
Di Grassi baute seine Führung in der Gesamtwertung auf Buemi und Bird aus. Auch in der Teamwertung blieben die ersten drei Positionen unverändert.

## Meldeliste
Alle Teams und Fahrer verwenden Reifen von Michelin.
| Team                            | Fahrzeug                | Nr. | Fahrer                 |
| ------------------------------- | ----------------------- | --- | ---------------------- |
| Renault e.dams                  | RENAULT Z.E.15          | 08  | Nicolas Prost          |
| Renault e.dams                  | RENAULT Z.E.15          | 09  | Sébastien Buemi        |
| Dragon Racing                   | Venturi VM200-FE-01     | 06  | Loïc Duval             |
| Dragon Racing                   | Venturi VM200-FE-01     | 07  | Jérôme D’Ambrosio      |
| ABT Schaeffler Audi Sport       | ABT Schaeffler FE01     | 11  | Lucas di Grassi        |
| ABT Schaeffler Audi Sport       | ABT Schaeffler FE01     | 66  | Daniel Abt             |
| NEXTEV TCR Formula E Team       | NEXTEV TCR FormulaE 001 | 01  | Nelson Piquet jr.      |
| NEXTEV TCR Formula E Team       | NEXTEV TCR FormulaE 001 | 88  | Oliver Turvey          |
| DS Virgin Racing Formula E Team | VIRGIN DSV-01           | 02  | Sam Bird               |
| DS Virgin Racing Formula E Team | VIRGIN DSV-01           | 25  | Jean-Éric Vergne       |
| Amlin Andretti Formula E Team   | Spark-Renault SRT_01E   | 27  | Robin Frijns           |
| Amlin Andretti Formula E Team   | Spark-Renault SRT_01E   | 28  | Simona de Silvestro    |
| Team Aguri                      | Spark-Renault SRT_01E   | 55  | António Félix da Costa |
| Team Aguri                      | Spark-Renault SRT_01E   | 77  | Ma Qinghua             |
| Mahindra Racing Formula E Team  | Mahindra M2ELECTRO      | 21  | Bruno Senna            |
| Mahindra Racing Formula E Team  | Mahindra M2ELECTRO      | 23  | Nick Heidfeld          |
| Venturi Formula E Team          | Venturi VM200-FE-01     | 04  | Stéphane Sarrazin      |
| Venturi Formula E Team          | Venturi VM200-FE-01     | 12  | Mike Conway            |

## Klassifikationen

### Qualifying
| Pos.                                                                   | Fahrer                 | Team                            | Zeit     | Superpole | Start |
| ---------------------------------------------------------------------- | ---------------------- | ------------------------------- | -------- | --------- | ----- |
| 01                                                                     | Sam Bird               | DS Virgin Racing Formula E Team | 1:01,514 | 1:01,616  | 01    |
| 02                                                                     | Lucas di Grassi        | ABT Schaeffler Audi Sport       | 1:02,249 | 1:01,932  | 02    |
| 03                                                                     | Jean-Éric Vergne       | DS Virgin Racing Formula E Team | 1:01,770 | 1:01,993  | 03    |
| 04                                                                     | Stéphane Sarrazin      | Venturi Formula E Team          | 1:02,148 | 1:02,550  | 04    |
| 05                                                                     | Nicolas Prost          | Renault e.dams                  | 1:02,339 | 1:02,709  | 05    |
| 06                                                                     | Robin Frijns           | Amlin Andretti Formula E Team   | 1:02,405 | –         | 06    |
| 07                                                                     | Oliver Turvey          | NEXTEV TCR Formula E Team       | 1:02,494 | –         | 07    |
| 08                                                                     | Sébastien Buemi        | Renault e.dams                  | 1:02,661 | –         | 08    |
| 09                                                                     | Nelson Piquet jr.      | NEXTEV TCR Formula E Team       | 1:02,685 | –         | 09    |
| 10                                                                     | António Félix da Costa | Team Aguri                      | 1:02,747 | –         | 10    |
| 11                                                                     | Jérôme D’Ambrosio      | Dragon Racing Formula E Team    | 1:02,797 | –         | 11    |
| 12                                                                     | Simona de Silvestro    | Amlin Andretti Formula E Team   | 1:02,888 | –         | 12    |
| 13                                                                     | Bruno Senna            | Mahindra Racing Formula E Team  | 1:02,915 | –         | 13    |
| 14                                                                     | Daniel Abt             | ABT Schaeffler Audi Sport       | 1:03,081 | –         | 14    |
| 15                                                                     | Ma Qinghua             | Team Aguri                      | 1:03,655 | –         | 15    |
| 16                                                                     | Loïc Duval             | Dragon Racing Formula E Team    | 1:03,787 | –         | 16    |
| 17                                                                     | Mike Conway            | Venturi Formula E Team          | 1:04,798 | –         | 17    |
| 110-Prozent-Zeit: 1:07,665 min (bezogen auf Bestzeit von 1:01,514 min) |                        |                                 |          |           |       |
| 18                                                                     | Nick Heidfeld          | Mahindra Racing Formula E Team  | 1:11,853 | –         | 18    |

### Rennen
| Pos. | Fahrer                 | Team                            | Runden | Zeit      | Start | Schnellste Runde |
| ---- | ---------------------- | ------------------------------- | ------ | --------- | ----- | ---------------- |
| 01   | Lucas di Grassi        | ABT Schaeffler Audi Sport       | 45     | 52:40,324 | 02    | 1:02,911 (28.)   |
| 02   | Jean-Éric Vergne       | DS Virgin Racing Formula E Team | 45     | + 0,853   | 03    | 1:02,939 (30.)   |
| 03   | Sébastien Buemi        | Renault e.dams                  | 45     | + 1,616   | 08    | 1:02,453 (32.)   |
| 04   | Nicolas Prost          | Renault e.dams                  | 45     | + 2,142   | 05    | 1:02,905 (28.)   |
| 05   | Stéphane Sarrazin      | Venturi Formula E Team          | 45     | + 3,044   | 04    | 1:02,840 (30.)   |
| 06   | Sam Bird               | DS Virgin Racing Formula E Team | 45     | + 5,229   | 01    | 1:03,040 (27.)   |
| 07   | Robin Frijns           | Amlin Andretti Formula E Team   | 45     | + 3,856   | 06    | 1:03,026 (28.)   |
| 08   | António Félix da Costa | Team Aguri                      | 45     | + 7,000   | 10    | 1:02,967 (17.)   |
| 09   | Bruno Senna            | Mahindra Racing Formula E Team  | 45     | + 8,433   | 13    | 1:03,018 (33.)   |
| 10   | Daniel Abt             | ABT Schaeffler Audi Sport       | 45     | + 9,479   | 14    | 1:02,851 (33.)   |
| 11   | Jérôme D’Ambrosio      | Dragon Racing Formula E Team    | 45     | + 10,738  | 11    | 1:03,608 (38.)   |
| 12   | Nick Heidfeld          | Mahindra Racing Formula E Team  | 45     | + 12,453  | 18    | 1:02,323 (39.)   |
| 13   | Oliver Turvey          | NEXTEV TCR Formula E Team       | 45     | + 13,721  | 07    | 1:03,908 (29.)   |
| 14   | Mike Conway            | Venturi Formula E Team          | 45     | + 14,833  | 17    | 1:03,289 (38.)   |
| 15   | Simona de Silvestro    | Amlin Andretti Formula E Team   | 45     | + 16,049  | 12    | 1:03,583 (31.)   |
| —    | Nelson Piquet jr.      | NEXTEV TCR Formula E Team       | 39     | DNF       | 09    | 1:02,731 (38.)   |
| —    | Ma Qinghua             | Team Aguri                      | 38     | DNF       | 15    | 1:04,471 (17.)   |
| —    | Loïc Duval             | Dragon Racing Formula E Team    | 04     | DNF       | 16    | 1:05,175 (04.)   |

## Meisterschaftsstände nach dem Rennen
Die ersten zehn des Rennens bekamen 25, 18, 15, 12, 10, 8, 6, 4, 2 bzw. 1 Punkt(e). Zusätzlich gab es drei Punkte für die Pole-Position und zwei Punkte für die schnellste Rennrunde.

### Fahrerwertung
| Pos. | Fahrer                 | Team                            | Punkte |
| ---- | ---------------------- | ------------------------------- | ------ |
| 01   | Lucas di Grassi        | ABT Schaeffler Audi Sport       | 126    |
| 02   | Sébastien Buemi        | Renault e.dams                  | 115    |
| 03   | Sam Bird               | DS Virgin Racing Formula E Team | 82     |
| 04   | Jérôme D’Ambrosio      | Dragon Racing Formula E Team    | 64     |
| 05   | Stéphane Sarrazin      | Venturi Formula E Team          | 58     |
| 06   | Nicolas Prost          | Renault e.dams                  | 50     |
| 07   | Loïc Duval             | Dragon Racing Formula E Team    | 48     |
| 08   | Nick Heidfeld          | Mahindra Racing Formula E Team  | 41     |
| 09   | Robin Frijns           | Amlin Andretti Formula E Team   | 37     |
| 10   | Daniel Abt             | ABT Schaeffler Audi Sport       | 32     |
| 11   | Jean-Éric Vergne       | DS Virgin Racing Formula E Team | 24     |
| 12   | Bruno Senna            | Mahindra Racing Formula E Team  | 24     |
| 13   | António Félix da Costa | Team Aguri                      | 20     |

| Pos. | Fahrer              | Team                             | Punkte |
| ---- | ------------------- | -------------------------------- | ------ |
| 14   | Oliver Turvey       | NEXTEV TCR Formula E Team        | 10     |
| 15   | Nelson Piquet jr.   | NEXTEV TCR Formula E Team        | 4      |
| 16   | Nathanaël Berthon   | Team Aguri                       | 4      |
| 17   | Simona de Silvestro | Amlin Andretti Formula E Team    | 2      |
| 18   | Mike Conway         | Venturi Formula E Team           | 1      |
| 19   | Jacques Villeneuve  | Venturi Formula E Team           | 0      |
| 20   | Oliver Rowland      | Mahindra Racing Formula E Team   | 0      |
| 21   | Salvador Durán      | Trulli Formula E Team Team Aguri | 0      |
| —    | Ma Qinghua          | Team Aguri                       | 0      |
| —    | Vitantonio Liuzzi   | Trulli Formula E Team            | 0      |
| —    | Jarno Trulli        | Trulli Formula E Team            | 0      |

### Teamwertung
| Pos. | Team                            | Punkte |
| ---- | ------------------------------- | ------ |
| 01   | Renault e.dams                  | 165    |
| 02   | ABT Schaeffler Audi Sport       | 158    |
| 03   | Dragon Racing Formula E Team    | 112    |
| 04   | DS Virgin Racing Formula E Team | 106    |
| 05   | Mahindra Racing Formula E Team  | 65     |

| Pos. | Team                          | Punkte |
| ---- | ----------------------------- | ------ |
| 06   | Venturi Formula E Team        | 59     |
| 07   | Amlin Andretti Formula E Team | 39     |
| 08   | Team Aguri                    | 24     |
| 09   | NEXTEV TCR Formula E Team     | 14     |
| 10   | Trulli Formula E Team         | 0      |